# The Elder Scrolls
The Elder Scrolls er en serie af flere computerrollespil, som er udviklet og skabt af spillefirmaet Bethesda Softworks. Navnet til serien er ofte forkortet til TES. Hoveddelen af serien er rollespil, der er kendt for en stor verden, som spilleren frit kan udforske. Spillene har sammenlagt solgt mere end 50 millioner kopier.

## Verden iThe Elder Scrolls

### Tamriel
The Elder Scrolls spillene finder sted på det fiktive kontinent Tamriel, en stor landmasse delt i ni provinser, en undtagelse er The Elder Scrolls Legends: Battlespire, der finder sted i Oblivion, en dimension hersket af Daedra. Kontinentet er inspireret af det romerske imperium.
De ni provinser i Tamriel er:
- Cyrodiil, beboet af Imperialerne
- Black Marsh, beboet af Argonianerne
- Elsweyr, Khajiiternes hjemland
- Hammerfell, Redguardernes hjemland
- High Rock, Bretonerne og Orkernes hjemland
- Morrowind, Dunmers hjemland, også kaldt (Sortelverne)[kilde mangler]
- Skyrim, (Nord) Nordboernes hjemland
- Summerset Isle, øen er Altmers hjemland, også kaldt (Højelverne))[kilde mangler]
- Valenwood, Bosmers hjemland, også kaldt (Skovelverne)[kilde mangler]

### Oblivion
Det demoniske plan Oblivion (eng. glemsel) er befolket af Daedra (flertal), eller Daedroth (ental), der er en udenjordisk race. Daedric levede oprindeligt frit i Cyrodiil, og sammen med Ayleiderne opbyggede de White Gold Tower i Imperial City.

## Spillene
Det nyeste afsnit af Elder Scrolls serien hedder Skyrim. Skyrim udkom den 11 november 2011. Derved kan datoen skrives 11-11-11.
- The Elder Scrolls: Arena (1994)
- The Elder Scrolls II: Daggerfall (1996)
- The Elder Scrolls III: Morrowind (2002) (Tribunal (2002), Bloodmoon (2003))
- The Elder Scrolls IV: Oblivion (2006) (Knights of the Nine, Shivering Isles)
- The Elder Scrolls V: Skyrim (2011) (Dawnguard, Hearthfire, Dragonborn (2012))

Ud over de officielle spil og udvidelsespakker, findes utallige uofficielle brugerskabte mods til både Skyrim, Oblivion og Morrowind.
Der findes også nogle sideprojekter. Nogle er rollespil til blandt andet telefoner, mens Legends er et kortspil til computer, men de omhandler det samme univers:
- The Elder Scrolls Legends: Battlespire (1997)
- The Elder Scrolls Adventures: Redguard (1998)
- The Elder Scrolls Travels: Dawnstar (2003)
- The Elder Scrolls Travels: Stormhold (2004)
- The Elder Scrolls Travels: Shadowkey (2004)
- The Elder Scrolls Online (2014)[2]
- The Elder Scrolls: Legends (2017)
- The Elder Scrolls: Blades (2020)

TES Travels spillene Dawnstar og Stormhold kan kun spilles på Java-mobiler. Shadowkey er blevet udviklet til N-Gage. Morrowind blev både udgivet til PC og Xbox. Oblivion samt udvidelserne blev også udgivet til PS3. Skyrim blev udgivet til bl.a Xbox og PC. De øvrige spil er kun tilgængelige på PC.

## Musik
Musikken til Morrowind, Oblivion, Skyrim og titelmelodien til MMORPG-spillet er komponeret af Jeremy Soule, mens den øvrige i onlinespillet er komponeret af Rik Schaffer og Brad Derrick. Der er af fanskaren lavet coverversioner i flere genre af spillenes musik, musikalske tema og kunstsprog.